# Cordelia Edvardson

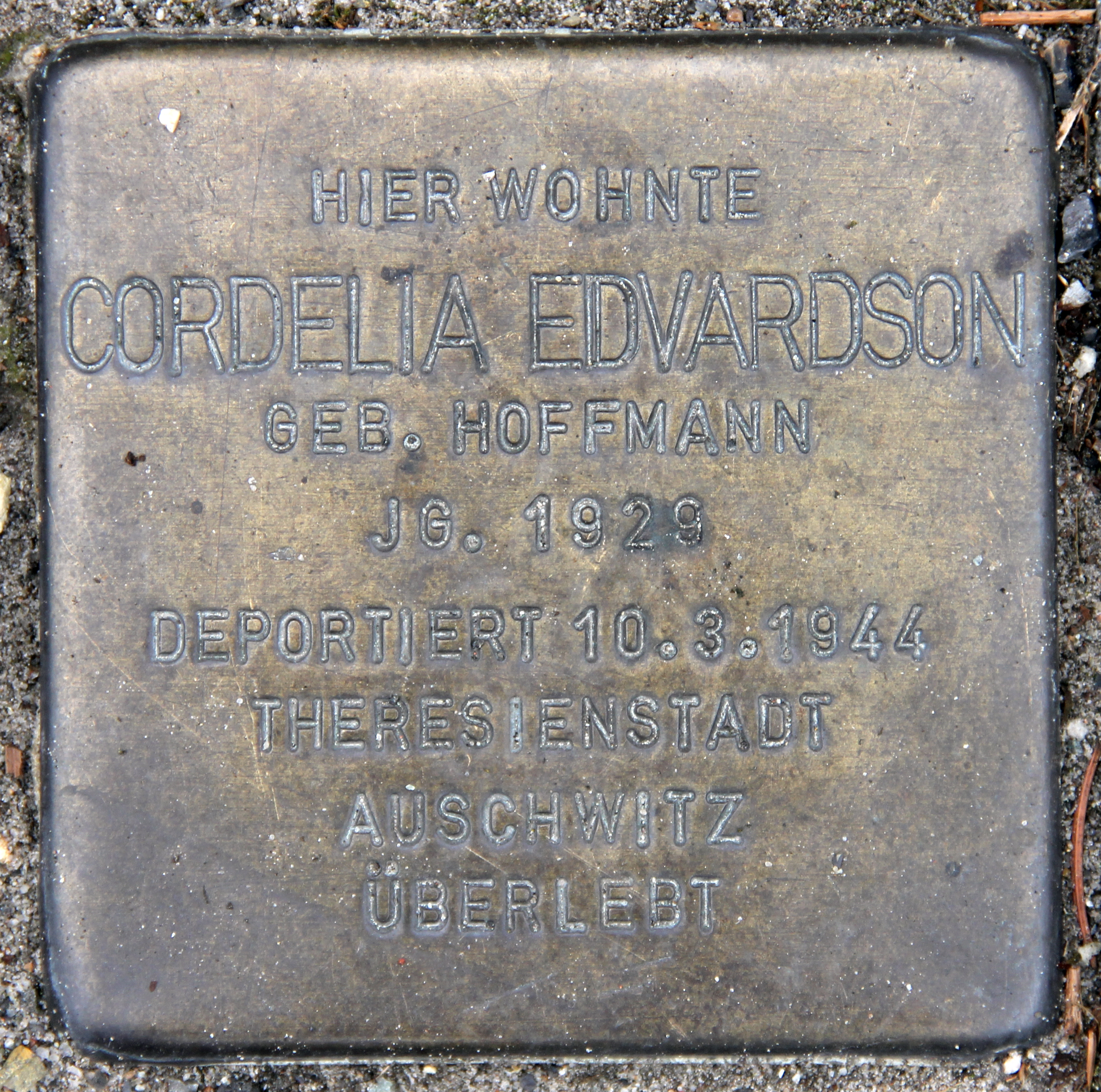
Den snubbelsten som placerats vid Cordelia Edvardsons barndomshem på Eichkatzweg 33 i Berlin.
Texten lyder i översättning: Här bodde Cordelia Edvardson, född Hoffmann, årgång 1929. Deporterad 10.3 1944. Theresienstadt. Auschwitz. Överlevde.

Cordelia Maria Edvardson, folkbokförd Edvardsson, ogift Hoffmann, född 1 januari 1929 i  München i Tyskland, död 29 oktober 2012 i Kungsholms församling i Stockholm, var en svensk journalist och författare. Mellan åren 1977 och 2006 var hon Svenska Dagbladets Mellanösternkorrespondent, stationerad i Jerusalem.

## Bakgrund och familj
Cordelia Edvardson, som var av tysk-judisk börd, var en överlevande från koncentrationslägret Auschwitz (fånge A 3709)  och kom till Sverige efter andra världskriget 1945. Hon var dotter till juristen, professor Hermann Heller och författaren Elisabeth Langgässer; hon fick en katolsk uppfostran.
Hon var 1948–1953 gift med sportjournalisten och författaren Ragnar Edvardson (1917–2014) och fick sonen Martin (född 1948). Hon fick senare även barnen Daniel (1954–1965), Miriam (född 1957) och Simon (född 1964), den sistnämnda tillsammans med Tore Zetterholm.

## Karriär
Cordelia Edvardson blev journalist vid Svenska Morgonbladet 1954, vid Morgon-Tidningen 1955–1957 och verkade inom Åhlén & Åkerlund från 1957, där hon bland annat var redaktör för Damernas Värld från 1958. Hon arbetade för radion samt var frilansjournalist i Israel från 1975.
Edvardsons journalistik, i synnerhet i fråga om israelisk inrikespolitik, kännetecknades av en inte sällan bitsk och humoristisk underton. Hon har även skrivit för Damernas Värld, Se, finländska Hufvudstadsbladet och åtskilliga tyska tidningar.
År 1984 publicerade Edvardson sin självbiografi Bränt barn söker sig till elden, som väckte stor uppmärksamhet. Boken uppmärksammades i Tyskland och erhöll 1986 Geschwister-Scholl-Preis, litteraturpriset till syskonen Sophie och Hans Scholls minne.
År 2004 producerade filmaren Stefan Jarl en dokumentär om henne och hennes liv, Flickan från Auschwitz, med premiär vid filmfestivalen i Båstad sommaren 2005.
En så kallad snubbelsten med Cordelia Edvardsons namn placerades den 2 november 2008 på hennes barndoms gata i Berlin. En snubbelsten är en liten minnestavla över offer för nazisternas förföljelser som läggs i gatläggningen på trottoaren framför det hus där offret har bott eller verkat.
Institutionen för journalistik, medier och kommunikation vid Stockholms universitet instiftade ett journalistpris i Edvardsons namn som vartannat år delas ut till en journalist som har "ett starkt engagemang, ett personligt tilltal och en blick för det stora i det lilla". 2010 delades det första priset ut till Sveriges Radios mellanösternkorrespondent Cecilia Uddén.